# 도림온천
도림온천은 충청남도 청양군 장평면 도림리에 자리한 온천 시설이다.
현재 조합은 다시 위기에서 빠져나와 다시금 도약하려 하고 있다. 대기업에서 컨택을 하고 있다고 하고, 최종적으로 예산 덕산면의 스플라스 리솜 리조트를 벤치마킹하고 있다고 한다.

## 개요
1994년 온천지구로 지정되어 청양 도림리 유역의 온천 개발 사업이 추진되었다. 그러나 예상과는 별개로 청양 도림온천 관광지 조성사업은 그다지 순탄치 못한 편이었는데. 대체로 정보도 불투명하고 외환위기 이후 난색을 표류하면서 소규모 조합형 사업 방식으로 전환, 공사 중단 및 부도 등의 막장상황이 수반되어 관광지 조성에 애로사항이 수반되는 비운을 맞이하였다. 이리하여 널리 유력하게 알려지지 못하고 지역사회에서도 인지도가 극히 낮고 저조한 실정이며, 온천의 규모도 매우 작다. 따라서 이용객은 많지 않다.

## 현황
이 사업의 일환으로 칠갑산 마재터널, 청양 나선형도로 등의 교통 시설이 개통되었다. 도림리는 충청남도 청양군 장평면 적곡리의 일부로, 관내에 도림휴게소 캠핑장, 청양 도림사지. 도림저수지, 도림리 등산로 등 칠갑산 남부 천혜의 관광자원이 산재해 있는 마을의 하나이다. 여담으로 마을을 동서로 연결하는 도로명은 도림로라고 명명되어 있다. 지형 특성 상 첩첩산중으로 산세가 충청남도로서는 안습이고, 접근성이 시망인데다 해당 온천이 너무 외진 위치에 자리하여 있어 불리한 입지, 주변 대중교통이 매우 열악하고 편의 기반 시설도 현저히 빈약하여 지지부진한 인프라에 뒤처지는 실정에 관광수요 흡수의 차질, 계속되는 적자 누적으로 영업 손실의 상습화 등 매출액이 극악으로, 안내 및 홍보마저 빈약하기 때문에 정상적인 영업이 불가하여 이윤을 창출하기 어렵다. 사업 진행 이래 20여년 째 제자리걸음이다.

## 주변
도림온천은 온천지구로 조성되어 있으나 이용률이 극히 희박하다. 규모가 협소하여 애초에 대량의 인원을 일괄 수용할 수도 없는 한계점과 더불어 온천 내 변변한 식당, 편의점 등도 없는 실정에다 호텔, 여관 등 숙박시설조차 전무하여 유명무실하다.

## 같이 보기
- 청양군
- 칠갑산도립공원
- 장평면
- 장곡사
- 충남도림대학교